# Davie Cooper
Pour les articles homonymes, voir Cooper.
Davie Cooper, né le 25 février 1956 à Hamilton (Écosse), mort le 23 mars 1995 à la suite d'une hémorragie cérébrale à Cumbernauld (Écosse), était un footballeur écossais, qui évoluait au poste d'ailier gauche au Rangers FC et en équipe d'Écosse. 
Cooper a marqué six buts lors de ses vingt-deux sélections avec l'équipe d'Écosse entre 1979 et 1990. Il fait partie du Rangers FC Hall of Fame et du Scottish Football Hall of Fame, depuis 2006, lors de la troisième session d'intronisation.

## Carrière
- 1974-1977 : Clydebank FC
- 1977-1989 : Rangers FC
- 1989-1994 : Motherwell FC
- 1994-1995 : Clydebank FC

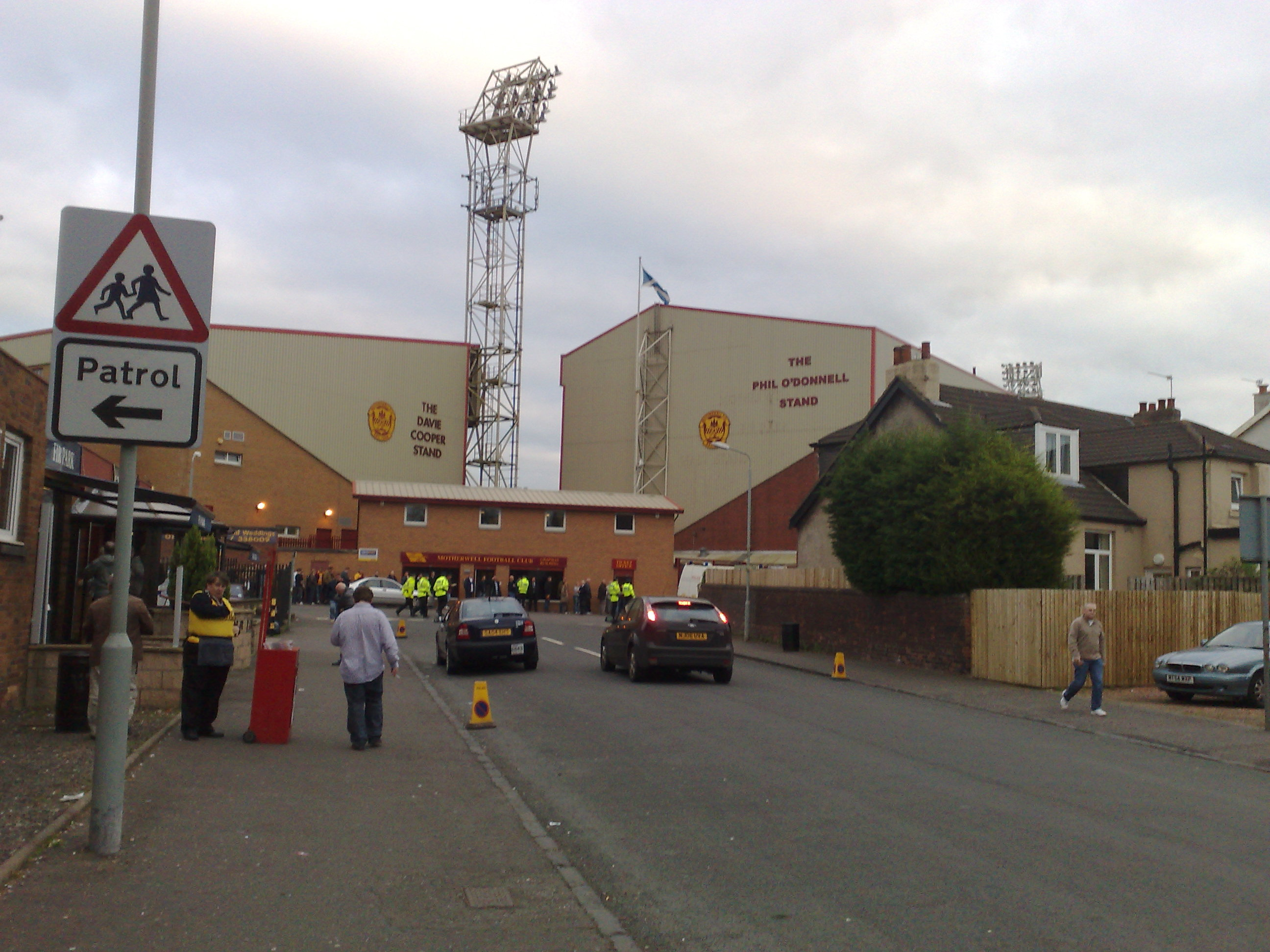
vue de la tribune qui porte son nom au Fir Park Stadium de Motherwell

## Palmarès

### En équipe nationale
- 22 sélections et 6 buts avec l'équipe d'Écosse entre 1979 et 1990.

### Avec les Glasgow Rangers
- Vainqueur du Championnat d'Écosse de football en 1978, 1987 et 1989.
- Vainqueur de la Coupe d'Écosse de football en 1978, 1979 et 1981.
- Vainqueur de la Coupe de la Ligue écossaise de football en 1978, 1979, 1982, 1984, 1985, 1987, 1988 et 1989.

### Avec Motherwell
- Vainqueur de la Coupe d'Écosse de football en 1991.